# Marie-Armand d'Avezac de Castera-Macaya
Marie-Armand Pascal de Castera-Macaya d'Avezac (Bagnères-de-Bigorre, 18 de abril de 1800 — Paris, 14 de janeiro de 1875), conhecido por Armand d'Avezac ou simplesmente por Mr. d'Avezac, foi um geógrafo e etnólogo que se distinguiu no estudo da África e dos assuntos relacionados com os descobrimentos europeus, a escravatura e o tráfico esclavagista com origem africana. Foi arquivista no Ministério da Marinha da França, deixando uma importante obra publicada sobre os descobrimentos europeus e os continentes africano e sul-americano.

## Biografia
Nascido Marie-Armand d'Avezac de Castera-Macaya em Bagnères-de-Bigorre fixou-se em Paris a partir de 1823 onde se empregou no Ministério da Marinha (Ministère de la Marine) onde ascendeu a arquivista da Direcção das Colónias (Direction des Colonies).
Foi um dos fundadores da Sociedade de Etnografia (Société d'Ethnographie de France), onde se dedicou ao estudo da geografia colonial europeia e das grandes descobertas marítimas do período da expansão europeia. Foi um dos defensores da existência pré-histórica da Atlântida. Entre 1833 e 1835 foi secretário geral da Société de géographie, da qual foi 13 vezes vice-presidente e 6 vezes presidente. Foi membro do Institut de France e da Académie des Inscriptions et Belles-Lettres (em 1866).

## Obras publicadas
- Essais historiques sur le Bigorre : accompagnés de remarques critiques, de pièces justificatives, de notices chronologiques et généalogiques, J. M. Dossun, Bagnères, 1823 (em linha em Essais historiques sur le Bigorre)
- Études de géographie critique sur une partie de l'Afrique septentrionale, itinéraires de Hhaggy Ebn-El-Dyn El-Aghouathy avec des annotations et remarques géographiques, une notice sur la construction d'une carte de la région, et un appendice sur l'emploi de nouveaux documens pour la rectification du tracé géodésique des mêmes contrées par M. d'Avezac, imprimé chez Paul Renouard, Paris, 1836 (lire en ligne)
- Relation des Mongols ou Tartares: première éd. complète, publiée d'après les manuscrits de Leyde, de Paris et de Londres, et précédée d'une notice sur les anciens voyages de Tartarie en général, et sur celui de Jean du Plan de Carpin en particulier, Librairie géographique Arthus Bertrand, Paris,1838  (lire en ligne)
- Relation des voyages de Sæwulf à Jérusalem et en Terre-Sainte pendant les années 1102 et 1103, publiés pour la première fois d'après un manuscrit de Cambridge - 1839 ((lire en ligne)
- Armand d'Avezac, Afrique. Esquisse générale de l'Afrique et Afrique ancienne, dans L'Univers. Histoire et description de tous les peuples. Afrique. Carthage. Numidie et Mauritanie. Afrique chrétienne, Firmin Didot frères, Paris, 1844 (lire en ligne)
- Armand d'Avezac, Les îles fantastiques de l'Océan occidental au Moyen Âge, imprimerie de Fain et Thunot, Paris, 1845 (lire en ligne)
- Armand d'Avezac, Notice des découvertes faites au Moyen-Âge dans l'océan Atlantique antérieurement aux grandes explorations portugaises du quinzième siècle, Librairie Fain et Thunot, Paris, 1845 (lire en ligne)
- Armand d'Avezac, Note sur la première expédition de Béthencourt aux Canaries, et sur le degré d'habileté nautique des Portugais à cette époque, Imprimerie Bourgogne et Martinet, Paris, 1846 (lire en ligne)
- en collaboration avec Forberville, L'Univers. Histoire et description de tous les peuples. Îles de l'Afrique, Firmin Didot frères éditeurs, Paris, 1848 (lire en ligne)
- Armand d'Avezac, Ethicus et les ouvrages cosmographiques intitulés de ce nom, Imprimerie nationale, 1852 (lire en ligne)
- Grands et petits géographes grecs et latins, esquisse bibliographique des collections qui ont été publiées, entreprises ou projetées, et revue critique du volume des Petits géographes Grecs, avec notes et prolégomènes de M. Charles Müller, compris dans la Bibliothèque des auteurs grecs de M. Ambroise Firmin-Didot, Paris, 1856 (Nouvelles annales des voyages, mars, 1856) (lire en ligne).
- Armand d'Avezac, Considérations géographiques sur l'histoire du Brésil, examen critique d'une nouvelle Histoire générale du Brésil récemment publiée en portugais à Madrid, par M. François-Adolphe de Varnhagen, chargé d'affaires du Brésil en Espagne. Rapport fait à la Société de géographie de Paris, dans ces séances des 1er mai, 15 mai et 5 juin 1857, par M. d'Avezac, vice-président de la Société et de la Commission centrale, dans Bulletin de la Société de géographie, Paris, août-septembre 1857, p. 89-356 (lire en ligne)
- Armand d'Avezac, Les voyages d'Améric Vespuce au compte de l'Espagne et les mesures itinéraires employées par les marins espagnols et portugais des XVe et XVIe siècles pour faire suite aux considérations sur l'Histoire du Brésil. Étude critique de deux opuscules intitules : I-Vespuce et son premier voyage, II- Examen de quelques points de l'histoire géographique du Brésil, Imprimerie de L. Martinet, Paris, 1858 (lire en ligne)
- Examen de quelques points de l'histoire géographique du Brésil comprenant des éclaircissements nouveaux sur le second voyage de Vespuce, sur les explorations des côtes septentrionales du Brésil par Hojeda et Pinzon, sur l'ouvrage de Navarrete, sur la véritable ligne de séparation de Tordesillas, sur l'Oyapoc ou Vincent Pinzon, sur le véritable point de vue où doit se placer toute l'histoire du Brésil, etc. ou Analyse critique du rapport de M. d'Avezac sur la récente histoire générale du Brésil par M. F. A. de Varnhagen, imprimerie de L. Martinet, Paris, 1858 (lire en ligne)
- Armand d'Avezac, Aperçus historiques sur la boussole et ses applications à l'étude des phénomènes du magnétisme terrestre, 1860 (lire en ligne)
- Armand d'Avezac, Coup d'œil historique sur la projection des cartes de géographie, Imprimerie de E. Martinet, Paris, 1863 (lire en ligne)
- Bref récit et succincte narration de la navigation faite en 1535 et 1536 par le capitaine Jacques Cartier aux îles de Canada, Hochelaga, Saguenay et autres. Réimpression figurée de l'édition originale rarissime de 1545 avec les variantes des ms de la bibliothèque impériale, précédée d'une brève et succincte introduction historique par M. d'Avezac, Librairie Tross, Paris, 1863 (lire en ligne)
- Les navigations terre-neuviennes de Jean et Sébastien Cabot, Imprimerie de E. Donnaud, Paris, 1869 (lire en ligne).
- Martin Hylacomylus Waltzemüller, ses ouvrages et ses collaborateurs. Voyage d'exploration et de découvertes à travers quelques épîtres dédicatoires, préfaces et opuscules en prose et en vers du commencement du  XVIe siècle : notes, causeries et digressions bibliographies et autres, Challamel aîné libraire-éditeur, Paris, 1867 (lire en ligne)
- Campagne du navire l'Espoir de Honfleur, 1503-1505. Relation authentique du voyage du capitaine de Gonneville ès nouvelles terres des Indes publiée intégralement pour la première fois avec une introduction et des éclaircissements par M. d'Avezac, Challamel aîné libraire-éditeur, Paris, 1869 (lire en ligne)
- Année véritable de la naissance de Christophe Colomb in Bull. Soc. géogr. Paris, La GéoGraphie, 1873. pp. 5–64 (lire en ligne)
- Armand d'Avezac, Le Ravennate et son exposé cosmographique publié par Jean Gravier, imprimerie de Espérance Cagniard, Rouen, 1888 (lire en ligne)
- Armand d'Avezac (2013). Notice sur le pays et le peuple des yebous en afrique. [S.l.]: HACHETTE LIVRE BNF. pp. 18–23. ISBN 2-01-285789-2. OCLC 987845666